# Charles Jencks
Charles Alexander Jencks (n. 21 iunie 1939, Baltimore, America Britanică⁠(d), Regatul Marii Britanii – d. 13 octombrie 2019, Londra, Anglia, Regatul Unit) a fost un arhitect, profesor și scriitor american, cunoscut mai ales pentru teoria cu privire la arhitectura postmodernistă. A fost supranumit „profetul postmodernismului în arhitectură”.

## Studii
- Universitatea Harvard - literatură engleză 1961
- GSD (Harvard Graduated School of Design)- arhitectură 1965
- Universitatea din Londra - istorie arhitecturală 1970

## Proiecte
1. Scotloch (2003, 2008) - O mappa mundi care simbolizează grupurile de scoțieni stabiliți în alte state. Se află lângă Kelty, Scoția.
2. Possibilities for an Artland (2007) - Unul dintre cele mai mari proiecte ale lui Jencks, Lucrarea din Crawick va ocupa o suprafață de aproximativ 55 de acri. [12]
3. Black Hole Terrace (2008) - Realizat pentru Parcul Olimpic din Beijing, este întins pe o suprafață de 25x30 metri.
4. Memories of the Future (2007) - Alcătuită din grădini și forme de relief, construcția începută în Altdobern, Germania va constitui cea mai mare suprafață a unui lac din lume.
5. Rail Garden of Scottish Worthies (2003-2006) - Se află în Portrack și prezintă trei poduri înconjurate de grădini și dealuri.
6. Northumberlandia (2005, 2008) - Prezintă o formă de relief sculptată după forme umane. Va avea 34 de metri înălțime, și 400 de metri lățime. [13]
7. Dividing Cells (2003-2005) - Decor realizat pentru Maggie Center, un centru care oferă consiliere și ajutor suferinzilor de cancer.
8. Cells of Life (2003-2008) - Peisaj din Bonnington, aflat încă în construcții, care prezintă o combinare de lanțuri muntoase și iazuri, simbolizând viața unei celule.
9. Water-War Garden (2003-2004) - Fântână arteziană realizată pentru Festivalul Chaumont, din Franța, pe tema Haosului și a Vieții.
10. Maggie Centre Garden (2002-2003) - Se află în Glasgow, și este un omagiu adus soției sale.
11. Spirals of Time (2002-2008) - Parc urban din nord-vestul Milanului, ce cuprinde iazuri, grădini și sculpturi.
12. Landform Ueda (1999-2002) - Lucrarea a fost gândită ca un spațiu de socializare, pentru picnicuri sau expoziții. Este realizată sub forma unor scări sculptate în sol, care încadrează un lac, și poate fi admirată în Edinburgh, la National Gallery of Modern Art.
13. Garden of Cosmic Speculation (1989-2007) - O îmbinare de forme geometrice, transpuse în mediul natural. Aceasta se află în Portrack House, Scoția și este deschisă publicului doar o dată pe an, în rest fiind rezervată doar pentru familia și prietenii arhitectului. Designului a fost realizat împreună cu soția sa, Maggie Keswich. [14]

## Galerie de imagini

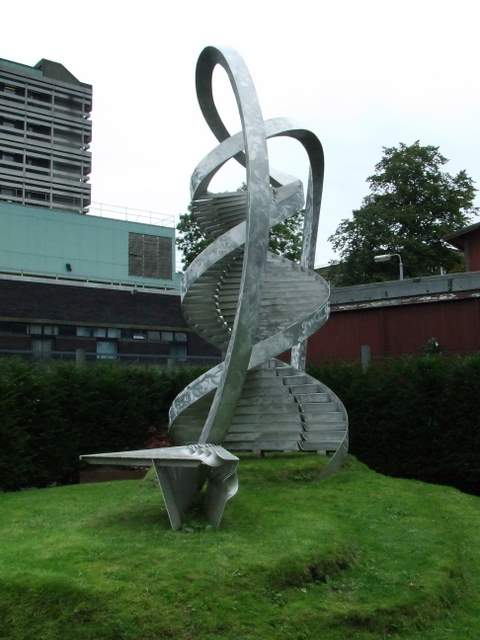
Maggie Centre Garden
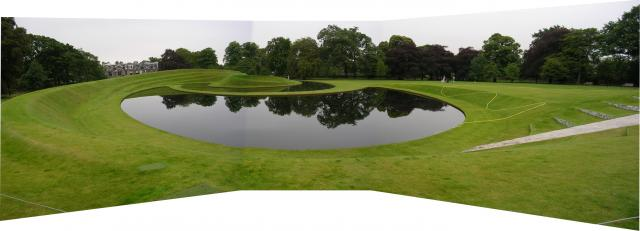
Landform Ueda
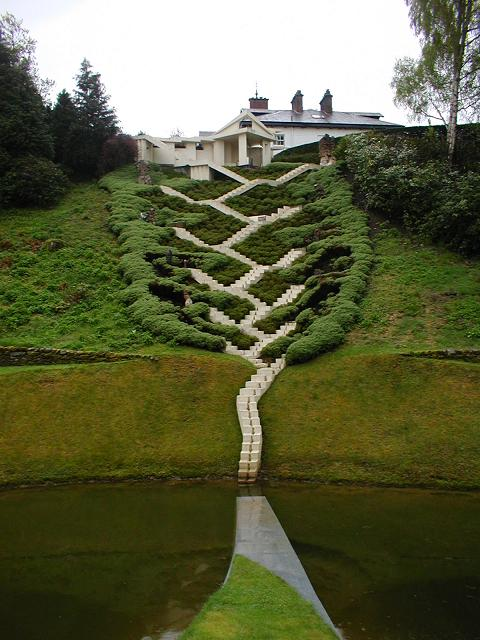
The Garden of Cosmic Speculation

## Cărți publicate
- The New Moderns, Academy London, Rizzoli, NY 1990.
- The Post-Modern Reader, Editor, Academy/St. Martins, 1992.
- Heteropolis - Los Angeles, The Riots & Hetero-Architecture, Academy, London & NY, 1993.
- The Architecture of the Jumping Universe, Academy, London & NY, 1995. Second Edition Wiley, 1997
- Theories and Manifestos of Contemporary Architecture, ed. with Karl Kropf, Wiley, London, NY 1997.
- New Science - New Architecture? Architectural Design, special issue # 129, December 1997.
- Ecstatic Architecture, Academy, Wiley, London, NY 1999.
- Millennium Architecture, Academy, Wiley, AD, Guest Editor with Maggie Toy 2000.
- Architecture 2000 and Beyond, (Critique & new predictions for 1971 book), Academy, Wiley, May 2000
- Le Corbusier and the Continual Revolution in Architecture, The Monacelli Press, 2000
- The New Paradigm in Architecture, the seventh edition of The Language of Post-Modern Architecture, Yale University Press, London, New Haven, 2002.
- The Garden of Cosmic Speculation, Frances Lincoln Limited, London, October 2003.
- The Iconic Building - The Power of Enigma, Frances Lincoln, London, 2005.